# Hermann Ahlswede

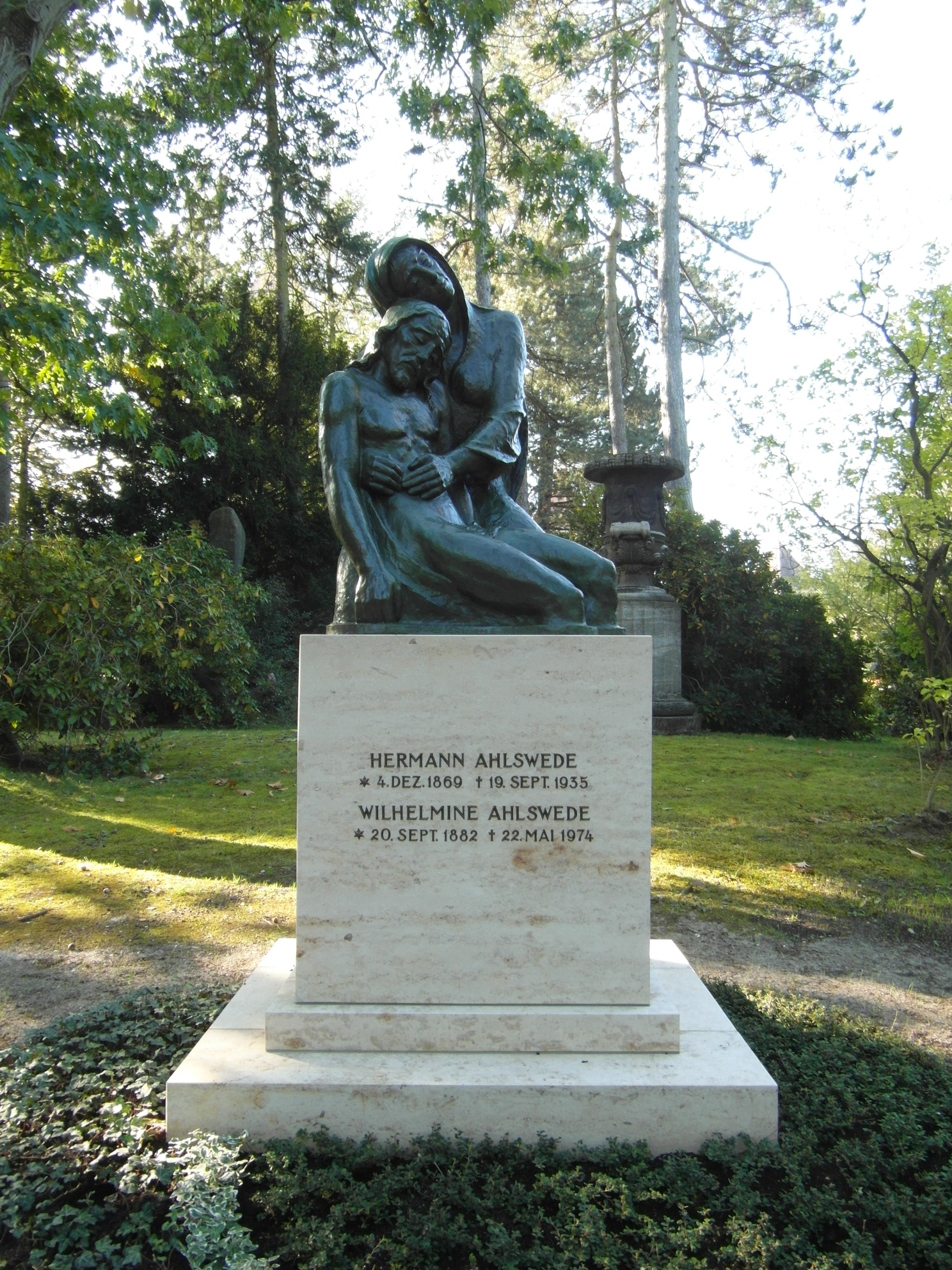
Grabmal in Leipzig

Hermann Emil Ahlswede (* 4. Dezember 1869; † 19. September 1935 in Leipzig) war ein deutscher Diplomat und Stifter.

## Leben
Ahlswede war als Generalkonsul für Iran im Deutschen Reich tätig und hatte seinen Sitz in der Messestadt Leipzig, Nikolaistraße 25. Im Ersten Weltkrieg gründete er in Leipzig die Hermann-Ahlswede-Stiftung.
Verheiratet war er mit Wilhelmine Ahlwede (1882–1974). Für die Familie Ahlswede schuf Max Alfred Brumme ein Grabmal auf dem Südfriedhof Leipzig, XI. Abteilung. Es wurde im Jahre 2015 im Auftrag der Paul-Benndorf-Gesellschaft restauriert.